# Crystal Langhorne
Pour les articles homonymes, voir Langhorne.
Crystal Langhorne (née le 27 octobre 1986 dans le Queens à New York) est une joueuse américaine de basket-ball. Elle évolue avec l'équipe WNBA des Mystics de Washington.

## Biographie
Langhorne est issue de Willingboro High School à Willingboro, New Jersey. Elle rejoint en 2004 l'équipe des Terrapins du Maryland de l'Université du Maryland et remporte en 2006 le titre NCAA. Elle gagne le championnat du monde des 21 ans et moins 2007 avec l'équipe des États-Unis. Elle est devenue la première joueuse de Maryland à inscrire 2000 points et 1000 rebonds tous sexes confondus.
À l'issue de la saison WNBA 2009, elle reçoit le trophée de WNBA Most Improved Player, trophée récompensant la joueuse ayant connue la plus forte progression par rapport à la saison précédente.
Le jour de la draft 2014, elle est échangée contre la rookie Bria Hartley et Tianna Hawkins et envoyée au Storm de Seattle.
En février 2021, elle annonce sa retraite sportive. Elle rejoint l'équipe administrative du Storm.

### Europe
Pendant l'été 2012, elle rejoint le ŽBK Dynamo Moscou qui doit jouer l'Eurocoupe.
En 2013-2014, elle joue en Turquie avec Istanbul Universitesi BGD pour des moyennes de 11,3 points et 6,4 rebonds en championnat et 11,8 points et 7,0 rebonds en Eurocoupe féminine. Après avoir un temps été annoncée en Corée du sud, elle signe en septembre 2014 avec le club slovaque d'Euroligue de Good Angels Košice. Après une première saison réussie (14,5 points et 9,5 rebonds en six rencontres d'Euroligue), elle signe en septembre 2015 pour une nouvelle saison.
Pour 2017-2018, elle joue en Hongrie avec Uniqa Sopron.

## Palmarès
- Championne WNBA 2018[10] et 2020[11]

## Distinctions personnelles
- Joueuse ayant le plus progressé de la saison WNBA 2009[12]
- Sélectionnée au All-Star Game WNBA 2011 et 2013
- Sélection WNBA pour de la rencontre The Stars at the Sun en 2010[13].
- Second meilleur cinq de la WNBA (2010)